# Xã Seneca, Quận Newton, Missouri
Xã Seneca (tiếng Anh: Seneca Township) là một xã thuộc quận Newton, tiểu bang Missouri, Hoa Kỳ. Năm 2010, dân số của xã này là 3.474 người.